# Schistochila pauciserrata
Schistochila pauciserrata là một loài rêu trong họ Schistochilaceae. Loài này được Kiaer & Pearson mô tả khoa học đầu tiên năm 1893.